# 반사 (생리학)

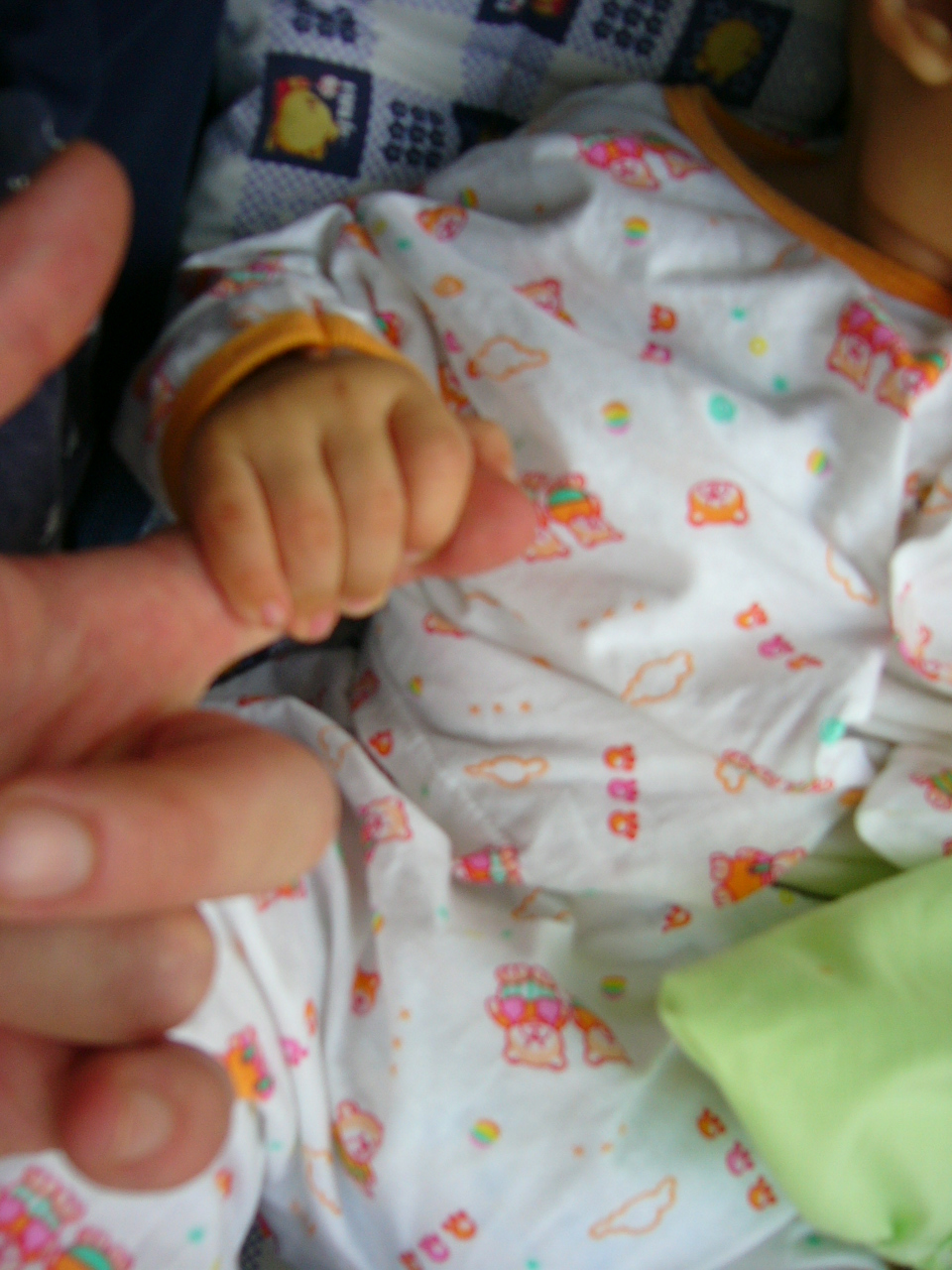
움켜쥐는 영아의 원시반사

반사 (反射, reflex)는 자발적이지 않으면서도 자극에 반응하여 거의 즉각적으로 일어나는 운동이다. 반사는 명령이 대뇌 피질 이외의 중추 부위에서 나오는 것으로, 이는 감각기에서 나온 정보가 대뇌 피질의 운동령을 경유하지 않고 운동 신경에 보내짐으로써 일어난다. 그래서 감각기에서 나온 구심성 흥분 전파가 뇌의 어느 부분에서 되돌아나와 원심성 운동 신경로에 단락하는지에 따라 반사 운동을 분류할 수도 있다.
가장 짧은 경로를 취하는 것은 척수의 회백질에서 돌아나오는 척수 반사이다. 많이 알려진 슬개건(膝蓋腱) 반사는 그 대표적인 것으로, 그 밖에 근육을 당기면 강한 수축을 일으키는 신장(伸張) 반사(또는 신전 반사), 복부를 쓰다듬으면 복직근(腹直筋)이 수축하는 복벽(腹壁) 반사, 수면 중에 발바닥을 건드리면 엄지발가락을 뒤로 젖히는 바빈스키 반사 등 여러 가지가 있다. 감각기에서 온 정보가 연수까지 갔다가 되돌아오는 것이 연수 반사로, 여러 가지 자세 반사가 있다. 예를 들어 머리를 왼쪽으로 돌리면 왼쪽 팔과 다리가 강하게 뻗쳐지고, 오른쪽 팔과 다리는 강하게 구부러진다. 또 반대로 머리를 오른쪽으로 돌리면 그 반대 운동이 일어나는 긴장성 목반사 등이 있다. 고양이를 거꾸로 떨어뜨리면 몸을 회전시켜 바른 자세로 착지하는데, 이것을 직립 반사라고 한다. 직립 반사를 위해서는 중뇌 또는 건강한 간뇌가 필요하다.
대부분의 환경에서, 특히 사람을 동반하는 경우 반사 작용은 반사궁을 통하여 중재 받는다. 이는 다른 동물에게 늘 볼 수 있는 현상은 아니다.

## 반응 시간
반사 작용에서 반응 시간은 자극이 비롯할 때부터 생물이 반응할 때까지의 시간을 가리킨다.
동물에게 시각적으로 보이는 반응 시간은 약 150에서 300 밀리초이다.

## 같이 보기
- 분자모터
- 골지힘줄반사
- 뻗침반사
- 반사활

## 참조
- (Motor control and learning by the state space model,Raibert, Marc Harold)https://dspace.mit.edu/handle/1721.1/16462
- (The co-ordination and regulation of movements, N. Bernstein , Pergamon-Press, 1967)https://books.google.co.kr/books/about/The_co_ordination_and_regulation_of_move.html?id=kX5OAQAAIAAJ&redir_esc=y
- (Phase transitions and critical behavior in human bimanual coordination, The American journal of physiology 246(6 Pt 2):R1000-4 · July 1984 DOI: 10.1152/ajpregu.1984.246.6.R1000 ,Scott Kelso - Florida Atlantic University)https://www.researchgate.net/publication/16457149_Phase_transitions_and_critical_behavior_in_human_bimanual_coordination
- (The behavioural physiology of animals and man : the selected papers of Erich von Holst. v.1 / translated by R. Martin)https://catalogue.nla.gov.au/Record/1889032
- (Newell, K. M. (1986). Constraints on the Development of Coordination. In M. G. Wade, & H. T. A. Whiting (Eds.), Motor Development in Children: Aspects of Coordination and Control (pp. 341-360). The Netherlands: Martinus Nijhoff, Dordrecht)http://dx.doi.org/10.1007/978-94-009-4460-2_19